# روزالی ویلیامز
روزالی ویلیامز (انگلیسی: Rosalie Williams؛ ۱۲ ژوئن ۱۹۱۹ – ۱۱ دسامبر ۲۰۰۹) بازیگر اهل بریتانیا بود. وی برای ایفای نقش خانم هادسون در مجموعه تلویزیونی ماجراهای شرلوک هلمز، محصول آی‌تی‌وی گرانادا طی سال‌های ۱۹۸۴ تا ۱۹۹۴، در کنار جرمی برت، دیوید برک، و ادوارد هاردویک شناخته شده‌است.